# Deborah Pratt
Deborah Pratt (Chicago, 16 dicembre 1951) è un'attrice, scrittrice e produttrice cinematografica statunitense.

## Biografia
È stata sposata dal 1984 al 1991 con Donald P. Bellisario. Dal matrimonio, ha avuto due figli, Troian Bellisario e Nicholas Bellisario.

## Filmografia parziale
- Pepper Anderson agente speciale
- CHiPs
- Happy Days
- Strike Force
- Benson
- La piccola grande Nell
- Magnum, P.I.
- Airwolf
- Hunter
- In viaggio nel tempo, voce di Ziggy
- Tequila e Bonetti
- Exit to Eden
- The Net, produttrice
- Il nostro amico Martin